# Silvia Salemi (album)
Silvia Salemi è l'album di debutto della cantante italiana Silvia Salemi, pubblicato nel 1996 dalla Fonit Cetra.

## Descrizione
Nell'autunno del 1995 l'artista partecipa a Sanremo Giovani proponendo una versione riarrangiata di Nessuno mi può giudicare e conquistando l'accesso al Festival di Sanremo 1996, manifestazione nella quale la Salemi interpreta il brano Quando il cuore, che si piazza al quinto posto.
All'indomani della partecipazione esce nei negozi il primo album della cantante siciliana.

## Tracce
1. Quando il cuore – 4:11
2. D.J. (You Are the Rhythm) – 4:39
3. Tempo d'amore – 4:06
4. Senza te – 4:04
5. Il mio mondo nuovo – 2:40
6. Innamorati di me – 3:43
7. Respirando l'aria – 4:13
8. Che amica sei – 4:00
9. Con questo sentimento – 3:30
10. Nessuno mi può giudicare – 3:40

Durata totale: 38:46

## Formazione
- Silvia Salemi – voce
- Giorgio Cocilovo – chitarra acustica, chitarra elettrica
- Lele Melotti – batteria
- Max Longhi – tastiera, programmazione, pianoforte, Fender Rhodes
- Riccardo Fioravanti – basso
- Mario Natale – organo Hammond C3
- Chicco Gussoni – chitarra acustica, chitarra elettrica
- Derek Wilson – batteria
- Stefano Lestini – pianoforte
- Fabio Pignatelli – basso
- Massimo Fumanti – chitarra
- Maurizio Galli – basso
- Stefano Senesi – pianoforte, organo Hammond
- Giampiero Artegiani – chitarra acustica, pianoforte
- Aldo Bassi – tromba
- Enzo De Rosa – trombone
- Franco Marinacci – sax
- Roberto Coltellacci – sax
- Francesco Santucci – sax
- Stefania Del Prete, Loredana Maiuri, Roberto Rizzo, Naimy Hackett, Paola Folli, Stefano De Maco, Letizia Mongelli – cori